# Apalis
Apalis es un género de aves paseriformes perteneciente a la familia Cisticolidae. Se pueden encontrar en bosques, sotobosques y matorrales de la mayor parte de África subsahariana.

## Especies
El género contiene las siguientes especies:
- Apalis thoracica – apalis acollarado;
- Apalis fuscigularis – apalis de los Taita;
- Apalis lynesi – apalis de Lynes;
- Apalis flavigularis – apalis gorgigualdo;
- Apalis ruddi – apalis de Rudd;
- Apalis flavida – apalis pechigualdo;
- Apalis binotata – apalis enmascarado;
- Apalis personata – apalis carinegro;
- Apalis jacksoni – apalis gorginegro;
- Apalis chariessa – apali saliblanco;
- Apalis nigriceps – apalis capirotado;
- Apalis melanocephala – apalis cabecinegro;
- Apalis chirindensis – apalis del Chirinda;
- Apalis porphyrolaema – apalis gorgicastaño;
- Apalis kaboboensis – apalis del Kabobo;
- Apalis chapini – apalis de Chapin;
- Apalis sharpii – apalis de Sharpe;
- Apalis rufogularis – apalis gorgirrufo;
- Apalis argentea – apalis de Moreau;
- Apalis karamojae – apalis de Karamoja;[5]
- Apalis bamendae – apalis de Bamenda;
- Apalis goslingi – apalis de Gosling;
- Apalis cinerea – apalis gris;
- Apalis alticola – apalis cabecipardo.